# 貴ノ嶺明彦
貴ノ嶺 明彦（たかのみね あきひこ、1959年1月23日 - ）は、福岡県遠賀郡水巻町出身で井筒部屋（入門時は君ヶ濱部屋）に所属した大相撲力士。本名は岡崎 明彦（おかざき あきひこ）。現役時代の体格は185cm、102kg。最高位は東前頭12枚目（1989年3月場所）。得意手は右四つ、上手投げ、血液型はB型。

## 来歴・人物
水巻町立水巻中学校、福岡県立遠賀高等学校ではラグビーに熱中したが、高校を5ヵ月ほどで中退して君ヶ濱部屋へ入門。1974年9月場所で初土俵を踏んだ。当初の四股名は、本名でもある「岡崎」。因みに母方の叔父は、かつて「別府」という名の出羽海部屋の力士だった。なお所属は、師匠（元関脇・鶴ヶ嶺）が君ヶ濱から井筒へ年寄名を変更した事に伴い、1978年1月場所より井筒部屋に変わっている。
取的時代が長く何度も辞めようと思ったが、努力の甲斐あって、1988年7月場所では東幕下10枚目の地位で琴錦（19歳で十両に昇進したものの、当時は幕下に陥落していた）や久島海・小城ノ花・鎌苅（のちの貴闘力）といった当時のホープ達を次々と破って全勝優勝を遂げた。翌9月場所、初土俵から苦節14年で新十両に昇進。すると気持ちが吹っ切れたのか、十両で3場所連続勝ち越して、一気に入幕を果たした。所要84場所での十両昇進、同87場所での新入幕はともに当時の最スロー記録（新十両の記録は後に出羽の郷が、新入幕のそれは星岩涛が更新）。左上手から、振り回すような上手投げが得意であった。
新入幕の場所では苦戦し、4勝11敗と大敗して幕内はこの1場所のみで終わったが、当場所の頑張りは師匠や部屋の関取衆から大いに称えられた。現役晩年は幕下43枚目まで陥落し、1991年5月場所後、32歳で廃業。同場所では初日の黒星以外は勝ち続けて6勝1敗の好成績を残し、有終の美を飾った。
廃業後は暫くの間、大阪府東大阪市の相撲料理店「朝潮」に勤務。
1990年頃から何年かは妻の実家近くの大阪市平野区加美西でちゃんこ料理「貴ノ嶺」を経営していた。
現在は、新聞配達員として働いているという（『情報ライブ ミヤネ屋』、2011年2月10日放送回より）。
故郷の水巻町歴史資料館には、化粧廻しが展示されている。

## エピソード
- 年下の弟弟子で自身より先に関取になった大関・霧島や関脇・逆鉾、関脇・寺尾からは「岡崎さん」と、本名で呼ばれていた。
- 1989年3月場所では、逆鉾・寺尾の兄弟がともに関脇に在位した上、貴ノ嶺が新入幕を果たし、井筒部屋は1977年12月に14代井筒が再興して以降最多となる幕内力士6人の大所帯となり、番付発表の際には取材が殺到した。これに対して兄弟の実父であり、師匠でもあった14代井筒は「今場所の番付は家宝」と発言していた。但し同場所では貴ノ嶺を含む当該6人は、霧島（10勝5敗）以外全員負け越してしまった。

## 主な戦績
- 通算成績：403勝376敗9休 勝率.517
- 幕内成績：4勝11敗 勝率.267
- 現役在位：100場所
- 幕内在位：1場所
- 各段優勝
  - 幕下優勝：1回（1988年7月場所）

### 場所別成績
| | 一月場所 初場所（東京）   | 三月場所 春場所（大阪） | 五月場所 夏場所（東京） | 七月場所 名古屋場所（愛知） | 九月場所 秋場所（東京） | 十一月場所 九州場所（福岡） |
| --- | ------------------------- | ----------------------- | ----------------------- | --------------------------- | ----------------------- | --------------------------- |
| 1974年 （昭和49年） | x                         | x                       | x                       | x                           | （前相撲）              | 西序ノ口16枚目 3–4          |
| 1975年 （昭和50年） | 西序ノ口8枚目 4–3         | 東序二段85枚目 3–4      | 西序二段92枚目 3–4      | 東序二段100枚目 5–2         | 西序二段66枚目 4–3      | 西序二段43枚目 4–3          |
| 1976年 （昭和51年） | 東序二段25枚目 3–4        | 西序二段39枚目 2–5      | 西序二段59枚目 5–2      | 西序二段18枚目 4–3          | 東三段目88枚目 2–5      | 西序二段21枚目 5–2          |
| 1977年 （昭和52年） | 西三段目63枚目 2–5        | 東序二段筆頭 4–3        | 西三段目75枚目 5–2      | 西三段目37枚目 2–5          | 東三段目61枚目 5–2      | 東三段目22枚目 1–4–2        |
| 1978年 （昭和53年） | 東三段目52枚目 休場 0–0–7 | 西序二段7枚目 5–2       | 東三段目59枚目 3–4      | 東三段目71枚目 5–2          | 東三段目44枚目 6–1      | 東幕下60枚目 2–5            |
| 1979年 （昭和54年） | 東三段目24枚目 3–4        | 東三段目41枚目 6–1      | 東幕下55枚目 5–2        | 西幕下35枚目 2–5            | 東幕下58枚目 4–3        | 東幕下47枚目 4–3            |
| 1980年 （昭和55年） | 西幕下37枚目 3–4          | 西幕下47枚目 3–4        | 西三段目2枚目 3–4       | 西三段目13枚目 5–2          | 東幕下49枚目 3–4        | 西三段目2枚目 1–6           |
| 1981年 （昭和56年） | 西三段目29枚目 6–1        | 東幕下50枚目 3–4        | 西幕下60枚目 4–3        | 東幕下46枚目 5–2            | 西幕下28枚目 2–5        | 東幕下45枚目 2–5            |
| 1982年 （昭和57年） | 西三段目6枚目 5–2         | 西幕下42枚目 4–3        | 西幕下32枚目 3–4        | 東幕下47枚目 3–4            | 東三段目5枚目 5–2       | 東幕下47枚目 4–3            |
| 1983年 （昭和58年） | 西幕下38枚目 3–4          | 東幕下51枚目 5–2        | 西幕下31枚目 2–5        | 東幕下55枚目 1–6            | 東三段目30枚目 5–2      | 東三段目4枚目 5–2           |
| 1984年 （昭和59年） | 東幕下43枚目 4–3          | 東幕下34枚目 5–2        | 東幕下18枚目 3–4        | 東幕下27枚目 4–3            | 東幕下19枚目 4–3        | 東幕下12枚目 2–5            |
| 1985年 （昭和60年） | 西幕下31枚目 5–2          | 東幕下16枚目 5–2        | 東幕下8枚目 4–3         | 東幕下5枚目 3–4             | 西幕下10枚目 2–5        | 西幕下25枚目 5–2            |
| 1986年 （昭和61年） | 西幕下12枚目 4–3          | 西幕下8枚目 2–5         | 東幕下24枚目 4–3        | 西幕下17枚目 3–4            | 西幕下27枚目 5–2        | 西幕下14枚目 4–3            |
| 1987年 （昭和62年） | 西幕下9枚目 4–3           | 西幕下6枚目 5–2         | 東幕下2枚目 2–5         | 東幕下17枚目 2–5            | 西幕下38枚目 3–4        | 東幕下49枚目 6–1            |
| 1988年 （昭和63年） | 東幕下25枚目 4–3          | 西幕下14枚目 5–2        | 西幕下5枚目 3–4         | 東幕下10枚目 優勝 7–0       | 西十両11枚目 8–7        | 西十両8枚目 10–5            |
| 1989年 （平成元年） | 西十両筆頭 9–6            | 東前頭12枚目 4–11       | 西十両4枚目 6–9         | 西十両9枚目 7–8             | 西十両10枚目 7–8        | 西十両12枚目 8–7            |
| 1990年 （平成2年） | 西十両9枚目 8–7           | 東十両6枚目 5–10        | 東十両13枚目 5–10       | 西幕下6枚目 1–6             | 東幕下34枚目 3–4        | 東幕下43枚目 5–2            |
| 1991年 （平成3年） | 東幕下25枚目 3–4          | 西幕下32枚目 3–4        | 東幕下42枚目 引退 6–1–0 | x                           | x                       | x                           |
| 各欄の数字は、「勝ち-負け-休場」を示す。 優勝 引退 休場 十両 幕下 三賞：敢=敢闘賞、殊=殊勲賞、技=技能賞 その他：★=金星 番付階級：幕内 - 十両 - 幕下 - 三段目 - 序二段 - 序ノ口 幕内序列：横綱 - 大関 - 関脇 - 小結 - 前頭（「#数字」は各位内の序列） |                           |                         |                         |                             |                         |                             |

## 幕内対戦成績
| 力士名   | 勝数 | 負数 | 力士名   | 勝数 | 負数 | 力士名 | 勝数 | 負数 | 力士名 | 勝数 | 負数 |
| -------- | ---- | ---- | -------- | ---- | ---- | ------ | ---- | ---- | ------ | ---- | ---- |
| 旭道山   | 0    | 1    | 高望山   | 0    | 1    | 琴富士 | 0    | 1    | 貴ノ浜 | 0    | 1    |
| 孝乃富士 | 1    | 0    | 隆三杉   | 0    | 1    | 多賀竜 | 1    | 0    | 玉龍   | 0    | 1    |
| 栃乃和歌 | 0    | 1    | 富士乃真 | 1    | 0    | 益荒雄 | 0    | 1    | 三杉里 | 0    | 1    |
| 両国     | 0    | 1    |          |      |      |        |      |      |        |      |      |

## 改名歴
- 岡崎（おかざき、1974年11月場所-1976年1月場所）
- 貴ノ嶺（たかのみね、1976年3月場所-1991年5月場所）